# Canton de Vic-sur-Seille
Le canton de Vic-sur-Seille est une ancienne division administrative française qui était située dans le département de la Moselle et la région Lorraine.

## Géographie
Il est situé au sud du département de la Moselle, dans le bassin du Saulnois. Il est traversé par la rivière Seille.
Ce canton est organisé autour de Vic-sur-Seille dans l'arrondissement de Château-Salins. Son altitude varie de 195 m (Vic-sur-Seille) à 317 m (Moyenvic) pour une altitude moyenne de 237 m.

## Histoire
À la suite de la « loi portant réduction du nombre de justices de paix de 1801 », il a absorbé les anciens cantons d'Arracourt, de Bourdonnay et de Marsal.
Le traité de Francfort a amputé le canton des communes qui sont restées françaises entre 1871 et 1918.  Il s'agissait pour les Allemands de contrôler l'axe Metz-Strasbourg (actuelle D955) en annexant les communes qui jouxtaient cette route ainsi que celles situées au nord pour assurer la continuité territoriale.
Les communes plus au sud: Arracourt, Athienville, Bathelémont-lès-Bauzemont, Bezange-la-Grande, Bures, Coincourt, Juvrecourt, Réchicourt-la-Petite et  Xures restèrent donc françaises. Celles-ci forment aujourd'hui le canton d'Arracourt en Meurthe-et-Moselle.
Canton dissout en 2015 à la suite de la loi NOTRe et fusion avec les cantons de Delme, Château-Salins, Dieuze et Albestroff en un seul et unique canton : le canton du Saulnois.

## Représentation

### Conseillers généraux de 1833 à 2015
| Période           | Période      | Identité                       | Étiquette          | Qualité |
| ----------------- | ------------ | ------------------------------ | ------------------ | --- |
| 1833              | 1839 (décès) | Théodore Meynier (1774-1839)   |                    | Chef d'escadron Maire de Vic-sur-Seille                                                                                            |
| 1840              | 1848         | Louis Adam Thiriet             |                    | Juge de paix à Vic-sur-Seille |
| 1848              | 1867         | Eugène Bagré                   |                    | Docteur-médecin, maire de Vic-sur-Seille                                                                                           |
| 1867              | 1871         | Louis Albert Mesny (1825-1899) |                    | Propriétaire, juge au Tribunal de grande instance, maire de Vic-sur-Seille                                                         |
| 1871              | 1919         | Annexion allemande             |                    | |
| 1919              | 1925         | Alfred Lamy                    | RG                 | Propriétaire à Vic-sur-Seille |
| 1925              | 1940         | Jules Wolff                    | FR- Anticommuniste | Instituteur et secrétaire de mairie Sénateur (1933-1940) Député (1928-1933) Maire de Vic-sur-Seille (1938-1940)                    |
| 1940              | 1944         | Annexion allemande             |                    | |
| 1945              | 1955 (décès) | Jules Wolff                    | RPF puis DVD       | Ancien Sénateur, Vic-sur-Seille |
| 1955              | 1967         | Henri Doyen (1903-1993)        | DVD                | Avocat Maire de Vic-sur-Seille |
| 1967              | 1971 (décès) | Albert Woerther                | DVD                | Médecin, ancien résistant, Vic-sur-Seille                                                                                          |
| 17 septembre 1971 | 1979         | Jean-Marie Durain              | DVD puis UDF-CDS   | Instituteur Maire de Moyenvic (1977-1989)                                                                                          |
| 1979              | 2015         | Philippe Leroy                 | UMP                | Ingénieur général du Génie rural Sénateur (2001-2017) Maire de Vic-sur-Seille (1981-2001) Président du Conseil Général (1992-2011) |

### Conseillers d'arrondissement (de 1833 à 1940)
Le canton de Vic avait deux conseillers d'arrondissement jusqu'en 1870.
| Période                                  | Période | Identité                               | Étiquette | Qualité |
| ---------------------------------------- | ------- | -------------------------------------- | --------- | --- |
| 1833                                     | 1836    | M. Granddidier                         |           | Propriétaire à Moyenvic                                                                                     |
| 1833                                     | 1845    | Nicolas Janin (1773-1855)              |           | Propriétaire, ancien officier, maire d'Ommeray                                                              |
| 1836                                     | 1842    | Louis Adam Thiriet                     |           | Avocat, juge de paix à Vic-sur-Seille                                                                       |
| 1842                                     | 1848    | Albert Régulus Mesny                   |           | Avocat à Vic-sur-Seille                                                                                     |
| 1845                                     | 1848    | Nicolas François Grandjean (1788-1867) |           | Notaire à Bourdonnay                                                                                        |
|                                          |         |                                        |           | |
| 1919                                     | 1928    | Alphonse François                      |           | Propriétaire à Bourdonnay                                                                                   |
| 1928                                     | 1940    | Auguste-Joseph Mathis                  |           | Cultivateur, maire de Moyenvic                                                                              |
| 1940                                     |         |                                        |           | Les conseils d'arrondissement ont été suspendus par la loi du 12 octobre 1940 et n'ont jamais été réactivés |
| Les données manquantes sont à compléter. |         |                                        |           | |

## Composition
Le canton de Vic-sur-Seille groupe 14 communes et compte 3 788 habitants (recensement de 2012 sans doubles comptes).
| Communes          | Population (2012) | Code postal | Code Insee |
| ----------------- | ----------------- | ----------- | ---------- |
| Bezange-la-Petite | 94                | 57630       | 57077      |
| Bourdonnay        | 258               | 57810       | 57099      |
| Donnelay          | 194               | 57810       | 57183      |
| Juvelize          | 87                | 57630       | 57353      |
| Lagarde           | 178               | 57810       | 57375      |
| Ley               | 105               | 57810       | 57397      |
| Lezey             | 98                | 57630       | 57399      |
| Maizières-lès-Vic | 508               | 57810       | 57434      |
| Marsal            | 252               | 57630       | 57448      |
| Moncourt          | 79                | 57810       | 57473      |
| Moyenvic          | 376               | 57630       | 57490      |
| Ommeray           | 107               | 57810       | 57524      |
| Vic-sur-Seille    | 1 336             | 57630       | 57712      |
| Xanrey            | 116               | 57630       | 57754      |

## Démographie
| 1962  | 1968  | 1975  | 1982  | 1990  | 1999  | 2011  | 2012  |
| ----- | ----- | ----- | ----- | ----- | ----- | ----- | ----- |
| 4 040 | 4 428 | 4 207 | 3 861 | 3 775 | 3 834 | 3 803 | 3 788 |